# Manorina melanocephala
El mielero chillón o manorina alborotadiza (Manorina melanocephala) es una especie de ave paseriforme de la familia Meliphagidae) endémica de Australia oriental y sudoriental. 

## Distribución y hábitat
La especie vive en un amplio arco desde el extremo norte de Queensland a través de Nueva Gales del Sur y Victoria, a Tasmania y Australia Meridional. Su hábitat es principalmente seco, incluye bosques abiertos de eucalipto carentes de arbustos. Estas áreas incluyen áreas recientemente quemadas, bordes de caminos, zonas de pastoreo, parques urbanos y jardines. La densidad de población de la especie ha aumentado dramáticamente en las áreas dominadas por hábitats humanos. Aunque la popularidad del néctar que producen las plantas de jardín tales como las grevilleas, se cree que desempeñan un papel en su proliferación, estudios recientes muestran que el mielero chillón se ha beneficiado principalmente a partir de prácticas de jardinería que crean áreas abiertas dominadas por eucaliptos.

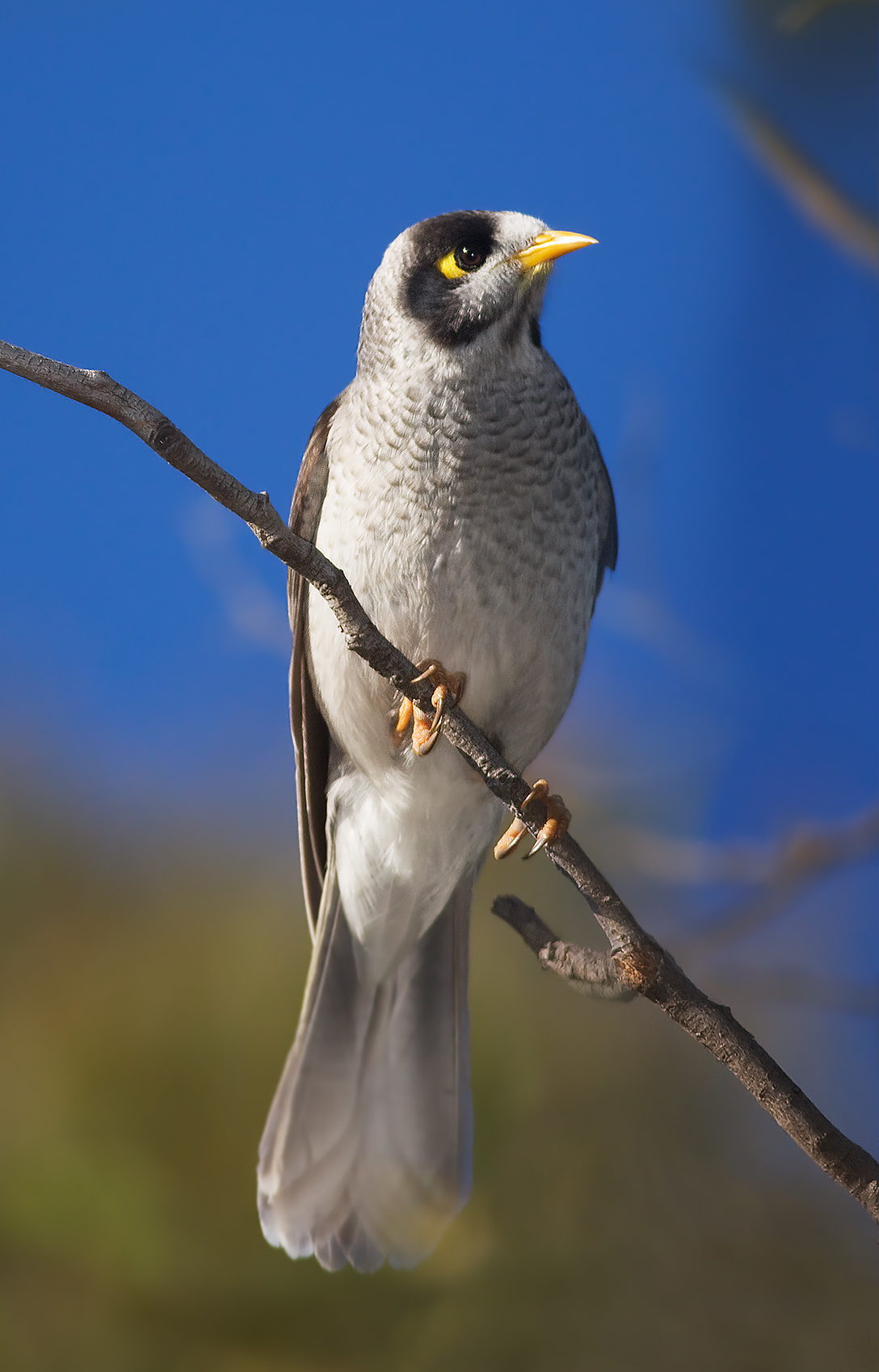
subespecie leachi.

## Comportamiento
Son aves gregarias y territoriales, se alimentan, se bañan, descansan, crían y defienden su territorio, formando colonias que pueden contener varios cientos de aves.  Los pájaros vuelan juntos de vez en cuando para actividades específicas, tales como el acoso de un depredador. La cohesión del grupo es facilitada no solo por las vocalizaciones, sino también a través ritualizadas pantallas que han sido categorizadas como exhibiciones de vuelo, pantallas posturales y pantallas faciales. Es una ave especialmente agresiva, enfrentamientos notoriamente ruidosos y agresivos pueden ocurrir durante todo el día contra depredadores o miembros de la colonia.
Se alimenta principalmente de néctar, frutos e insectos. La mayor parte de tiempo pasa rebuscando en el follaje de eucalipto para satisfacer la mayoría de sus necesidades nutricionales de savia y mielada. 
La especie no tiene un cortejo claramente definido, pero la copula es un evento comunal frenético. 
Se reproduce durante todo el año, construye un nido en forma de cuenco en donde la hembra coloca de dos a cuatro huevos. La incubación se lleva a cabo exclusivamente por la hembra, pero hasta veinte machos pueden cuidar a los polluelos y juveniles. Estas aves tienen una serie de estrategias para aumentar su éxito reproductivo, incluyendo nidadas múltiples y acoso en grupo contra depredadores. El aumento de las poblaciones se ha correlacionado con la reducción de la diversidad aviar en paisajes modificados por humanos. La especie está protegida en toda Australia, pero se ha propuesto la eliminación para reducir el exceso en algunas zonas.